# Saint-Antonin (Quebec)
Saint-Antonin (AFI: /sɛ͂tɑ̃tɔnɛ̃/), antiguamente Vieux-Chemin-du-Lac, es un municipio perteneciente a la provincia de Quebec en Canadá. Está ubicado en el municipio regional de condado (MRC) de Rivière-du-Loup en la región administrativa de Bas-Saint-Laurent.

## Geografía

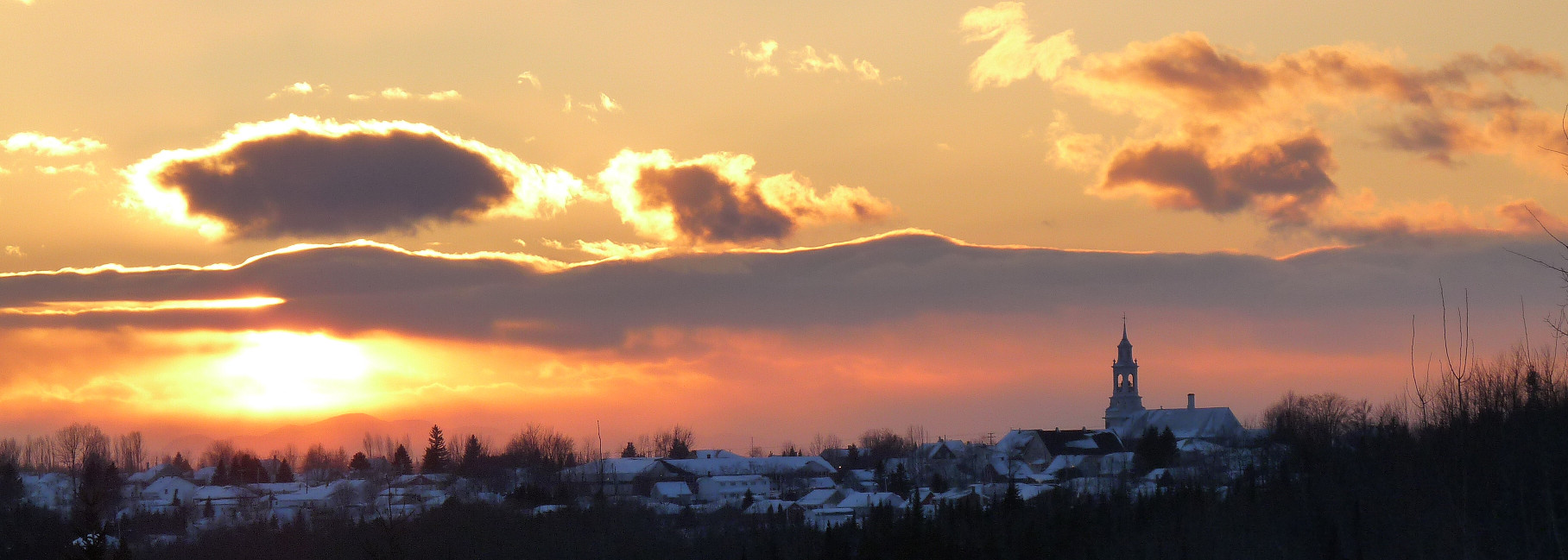
Pueblo de Saint-Antonin.

Saint-Antonin se encuentra en la planicie del San Lorenzo, 15 kilómetros al sureste del centro de Rivière-du-Loup. Limita al noroeste con Rivière-du-Loup, al norte con Saint-Modeste, al este con Saint-Hubert-de-Rivière-du-Loup y Whitworth, al sureste con Saint-Honoré-de-Témiscouata, al sur con el territorio no organizado de Picard, al suroeste con Saint-Alexandre-de-Kamouraska y al oeste con Notre-Dame-du-Portage. Su superficie total es de 176,37 km², de los cuales 174,21 km² son tierra firme. La rivière du Loup baña Saint-Antonin.

## Urbanismo
El pueblo de Saint-Antonin se encuentra al cruce de la rue Principale con la route de l’Église y la rue du Couvent. Este municipio, cuyo territorio es por el mayor agrícola, comprende una sección de la autopista  A 85  y de la carretera nacional  QC 185  hacia Rivière-du-Loup y Témiscouata-sur-le-Lac. Al oeste, el chemin du Lac va a Notre-Dame-du-Portage. Una otra población, Rivière-Verte, más reciente, se encuentra al cruce del chemin de la Rivière-Verte y del chemin du Premier-Rang.

## Historia
El territorio de Saint-Antonin estaba incluso en el cantón de Whitworth. Hacia 1810, la población de Vieux-Chemin-du-Lac, hablando del camino del Portage que iba al lago Témiscouata. El cura de Louis-Antonin Proulx (1810-1896), de Fraserville (Rivière-du-Loup), fue el primero en la población entre 1840 y 1854. La parroquia católica de Saint-Antonin fue creando en 1856 por separación de la parroquia de Saint-Patrice-de-la-Rivière-du-Loup. El municipio de parroquia de Saint-Antonin fue instituido en el mismo año. El municipio cambió su estatus en 2014 y se volvió el municipio de Saint-Antonin.

## Política
El consejo municipal se compone del alcalde y de seis consejeros representando seis distritos territoriales.  El alcalde actual (2015) es Michel Nadeau, que sucedió a Réal Thibault en 2013.
|                     | 2005-2009         | 2009-2013         | 2013-2017         |
| Alcalde             | Réal Thibault     | Réal Thibault     | Michel Nadeau     |
| 1 – Six-mille-Âcres | Mario Fortin      | Denis Tardif      | Mario Fortin      |
| 2 - Église          | Réal Landry       | Michel Nadeau     | Dominique Dupont  |
| 3 – Vieux-Chemin    | Eugène Larochelle | Eugène Larochelle | Alain Castonguay  |
| 4 – Bleuetière      | Marco Després     | Jean-Rock Boucher | Jean-Rock Boucher |
| 5 – Chemin-Neuf     | Denis Fortin      | Denis Fortin      | Denis Fortin      |
| 6 – Sable-et-Forêt  | René Boismenu     | Anne-Marie Dionne | Gilles Thériault  |

 * Consejero al inicio del termo pero no al fin.  ** Consejero al fin del termo pero no al inicio. # En el partido del alcalde.
A nivel supralocal, Saint-Antonin forma parte del MRC de Rivière-du-Loup. El territorio del municipio está ubicado en la circunscripción electoral de Rivière-du-Loup–Témiscouata a nivel provincial y de Montmagny—L'Islet—Kamouraska—Rivière-du-Loup a nivel federal.

## Demografía
Según el censo de Canadá de 2011, Saint-Antonin contaba con 4027 habitantes. La densidad de población estaba de 22,9 hab./km². Entre 2006 y 2011 hubo un aumento de 247 habitantes (6,5 %). En 2011, el número total de inmuebles particulares era de 1650, de los cuales 1550 estaban ocupados por residentes habituales, otros siendo desocupados o residencias secundarias.
Evolución de la población total, 1991-2015

## Economía
Las 13 emprezas industriales de Saint-Antonin (madera, mueble, textile, material de transporte, alimentación) emplean 115 personas.

## Sociedad
El festival de la p’tite Laine tiene lugar en septiembre.